# Ney Dar
Ney Dar (persiska: نی در, نِيدَر) är en ort i Iran.   Den ligger i provinsen Kurdistan, i den nordvästra delen av landet, 400 km väster om huvudstaden Teheran. Ney Dar ligger 1 895 meter över havet och antalet invånare är 179.
Terrängen runt Ney Dar är kuperad, och sluttar söderut. Runt Ney Dar är det ganska tätbefolkat, med 179 invånare per kvadratkilometer. Närmaste större samhälle är Mūchesh, 11,5 km nordväst om Ney Dar. Trakten runt Ney Dar består i huvudsak av gräsmarker.